# Canton de Creil-Sud
Le canton de Creil-Sud est une ancienne division administrative française située dans le département de l'Oise et la région Picardie.

## Histoire
Le canton  a été créé, avec le canton de Creil-Nogent-sur-Oise en 1973. Cette création s'est accompagnée de la suppression de l'ancien canton de Creil qui existait depuis la Révolution.
Dans le cadre du redécoupage cantonal de 2014 en France, les cantons de Creil-Sud et de Creil-Nogent-sur-Oise et Pont-Sainte-Maxence sont supprimés pour permettre notamment la création du nouveau canton de Creil.

## Représentation
| Période | Période | Identité               | Étiquette | Qualité |
| ------- | ------- | ---------------------- | --------- | --- |
| 1973    | 1982    | Jean Anciant           | PS        | Professeur à l'École normale supérieure de l'enseignement technique Député (1981-1993) Maire de Creil (1979-2001)                                        |
| 1982    | 1994    | Jean-Pierre Fontaine   | PS        | agent de la Lyonnaise des Eaux Conseiller municipal de Creil                                                                                             |
| 1994    | 2001    | Isabelle Mifsud-Maupin | PS        | docteur en médecine Adjointe au Maire de Creil |
| 2001    | 2015    | Jean-Claude Villemain  | PS        | retraité de France-Télécom Ancien suppléant du député Michel Françaix (1997-2002) Maire de Creil depuis 2008 Elu en 2015 dans le nouveau Canton de Creil |

## Composition
| Communes | Population (2012) | Code postal | Code Insee |
| -------- | ----------------- | ----------- | ---------- |
| Creil    | 30 675 (1)        | 60100       | 60175      |

(1) fraction de commune.

## Démographie
| 1962 | 1968 | 1975 | 1982 | 1990 | 1999 | 2009 |
| ---- | ---- | ---- | ---- | ---- | ---- | ---- |
| -    | -    | -    | -    | -    | -    | -    |